# Doula

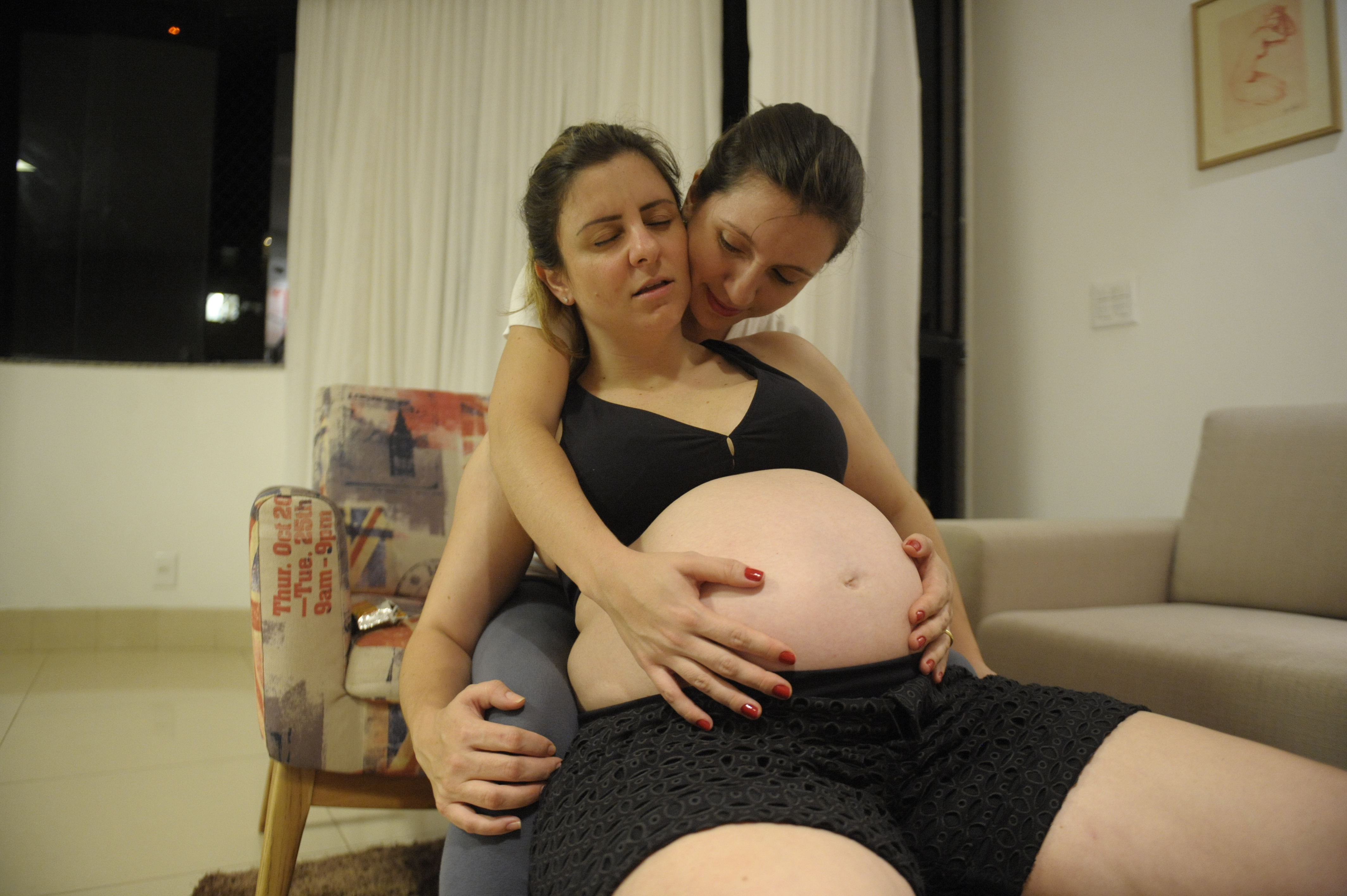
Doula z ciężarną, Portugalia

Doula (z stgr. δούλη, dosłownie: „służąca, niewolnica”) – wykształcona i doświadczona również w swoim macierzyństwie kobieta, zapewniająca ciągłe niemedyczne, fizyczne, emocjonalne i informacyjne wsparcie matce i rodzinie na czas ciąży, porodu i po porodzie (za definicją Stowarzyszenia Doula w Polsce).
Określenie „doula” na kobietę, która wspiera młodą matkę w karmieniu piersią i opiece nad noworodkiem, zostało użyte przez antropolożkę Danę Raphael po raz pierwszy w latach 70. w Stanach Zjednoczonych w książce Tender Gift: Breastfeeding. W latach późniejszych zostało rozszerzone również na wsparcie w czasie porodu, dzięki pracom lekarzy Marshalla Klausa i Johna Kennela. Prowadzili oni w Gwatemali badania dotyczące wpływu porodu na tworzenie się więzi matki z dzieckiem. Odkryli znaczący pozytywny wpływ bez skutków ubocznych wsparcia udzielanego przez przeszkoloną osobę, której zadaniem jest wyłącznie udzielanie wsparcia rodzącej kobiecie. Swoje odkrycie opublikowali w przełomowej książce Mothering the Mother (obecnie The Doula Book). Pod koniec lat 80. idea douli trafiła do Europy Zachodniej.

## Doule w Polsce
W Polsce pierwszą przeszkoloną doulą jest Małgorzata Sikora-Borecka, działająca od 2003. W 2006 roku na zaproszenie do udziału w międzynarodowej konferencji Fundacji Rodzić po Ludzku przyjechały doule – holenderskie instruktorki. W latach 2009–2011 Fundacja Rodzić po Ludzku organizowała szkolenia dla doul. W 2011 powstała pierwsza organizacja zrzeszająca doule – Stowarzyszenie DOULA w Polsce. Od tego roku organizacja ta szkoli przyszłe doule oraz zrzesza i dokształca pracujące doule. W 2012 Stowarzyszenie zostało członkiem European Doula Network.
W styczniu 2015 roku doula (asystentka kobiety w czasie ciąży i porodu) została wpisana na listę zawodów w Polsce.
W 2015 roku w Wielkopolskiej Szkole Medycznej otwarto pierwsze w Polsce roczne (dwusemestralne) Studium dla doul, przeznaczone dla osób chcących poszerzać swoje kompetencje w obszarze niemedycznej opieki okołoporodowej i wykonywać zawód douli. Program studium został opracowany przez dr n. med. Małgorzatę Chochowską oraz mgr Patrycję Werbińską. Program studium i jego założenia powstały w oparciu o interdyscyplinarne studia podyplomowe przeznaczone dla fizjoterapeutów i położnych: Holistyczna Opieka Okołoporodowa (prowadzone przez Wyższą Szkołę Edukacji i Terapii im. K. Milanowskiej w Poznaniu), stworzone od podstaw przez dr n. med. Małgorzatę Chochowską (kierownictwo merytoryczne i programowe studiów oraz studium). Program studium z założenia wyróżniał interdyscyplinarny i holistyczny charakter, bazujący przy tym na EBM (Evidence Based Medicine — medycynie opartej na dowodach).
W 2019 roku Stowarzyszenie DOULA w Polsce uruchomiło Akademię Wsparcia Okołoporodowego doula.edu.pl dla przyszłych doul — dwusemestralny program stworzony i realizowany z wykorzystaniem wiedzy, praktyki i doświadczenia pracujących w Polsce doul i bazujący na EBM.
W 2022 roku powstało Stowarzyszenie Dobre Doule, by wspierać doule w ich pracy, pomagając im w rozwoju i świadczeniu usług najwyższej jakości. W Stowarzyszeniu Dobre Doule duży nacisk stawiany jest na regularne superwizje, jako narzędzie przeciwdziałające wypaleniu, budujące profesjonalizm i wspierające w kształtowaniu najwyższych standardów pracy.
W 2024 na Uniwersytet Civitas powstał kierunek „Doula — niemedyczne wsparcie kobiet” Program stworzony przez doświadczone doule (Kinga Pukowska i Helena Bielawska).

## Doula aborcyjna
Doule aborcyjne zapewniają opiekę przed, w trakcie i po aborcji, przy czym zakres udzielanego przez nie wsparcia różni się w zależności od konkretnej kobiety i jej potrzeb w zakresie informacji, spraw emocjonalnych, fizycznych i praktycznych.

## Doula umierania
Doule umierania wspierają i towarzyszą osobom umierającym i chorym objętych opieką geriatryczną oraz ich bliskim.